# 張徹 (政治家)
張 徹（チャン・チョル、朝鮮語: 장철、1955年 - ）は、朝鮮民主主義人民共和国の政治家。朝鮮労働党中央委員会委員、最高人民会議代議員。国家科学院院長などを歴任した。

## 経歴
1955年に平壌直轄市で生まれた。1999年2月に国家科学院最先端電子工学基地支配人に任命され、2003年8月に最高人民会議第11期代議員に選出された。2005年に国家科学院所長に転じ、2009年3月9日に実施された最高人民会議第12期代議員選挙で代議員に再選され、同年9月に国家科学院院長に任命された。
2010年9月28日に開催された朝鮮労働党第3回党代表者会で朝鮮労働党中央委員会委員に選出され、2011年12月17日に金正日総書記が死去した際には、国家葬儀委員会委員に選ばれた。2014年3月9日に実施された最高人民会議第13期代議員選挙で代議員に再選され、4月9日に開催された最高人民会議第13期第1回会議で国家科学院院長に再任された。2016年5月9日に開催された朝鮮労働党第7次大会で朝鮮労働党中央委員会委員に再選され、同年9月9日に実施された核実験の成功を慶祝する平壌市軍民交歓大会に参加し、祝賀演説を行った。2017年9月23日には「反米対決戦に総決起して最後の勝利を収めるための最高人民会議常任委員会、内閣、省・中央機関の集会」で演説を行い、北朝鮮が「世界最強の地位に高く上がった」とし、米国の脅しには屈しないと述べた。
2019年3月10日に実施された最高人民会議第14期代議員選挙で代議員に再選され、4月11日に開催された最高人民会議第14期第1回会議で国家科学院院長に再任されたが、同年12月28日に開催された朝鮮労働党中央委員会第7期第5回総会で国家科学院院長を解任された。

## 参考サイト
- 북한정보포털

| 先代辺永立 | 国家科学院院長2009年 - 2019年 | 次代金承進 |